# Micrornebius hainanensis
Micrornebius hainanensis is een rechtvleugelig insect uit de familie Mogoplistidae. De wetenschappelijke naam van deze soort is voor het eerst geldig gepubliceerd in 1998 door Yin.